# Арчі Фредерік Коллінз
Арчі Фредерік Коллінз (англ. Archie Frederick Collins, також відомий як А. Фредерік Коллінз, нар. 8 січня 1869 — пом. 3 січня 1952) — видатний американський експериментатор бездротової телефонії та популяризатор науки, плідний автор книг і статей, що висвітлювали широкий спектр наукових та технічних предметів. Його репутація була заплямована в 1913 році, коли він був засуджений за поштове шахрайство, пов'язане з просуванням акцій. Однак, відбувши рік в ув'язненні, він продовжив писати, включаючи книгу «Настільна книга радіоаматора» (англ. The Radio Amateur's Handbook, 1922), яка оновлювалася та публікувалася до середини 1980-х.

## Ранні роки життя
Коллінз народився в Саут-Бенді, штат Індіана, у родині капітана Томаса Джефферсона та Маргарет Анн (Роллер) Коллінз. Він відвідував державні школи та закінчив Старий університет Чикаго, баптистську школу, яка передувала нинішньому Чиказькому університету. Його брат теж письменник, д-р. Томас Баард Коллінз.
Після закінчення навчання Фредерік Коллінз з 1888 року почав працювати в Thomson-Houston Electric Company у Чикаго. Він одружився з Евелін Банді 28 червня 1897 року, і у них народився син Ворджіл Дьюї Коллінз, який також став письменником, похвально коментуючи деякі книги батька. Коллінз проживав у літньому будинку під назвою «Роги» в окрузі Рокленд, штат Нью-Йорк, в селищі Конджерс, і мав друге місце проживання у Флориді. Його зимовою резиденцією був Нью-Йорк.

## Бездротова телеграфія

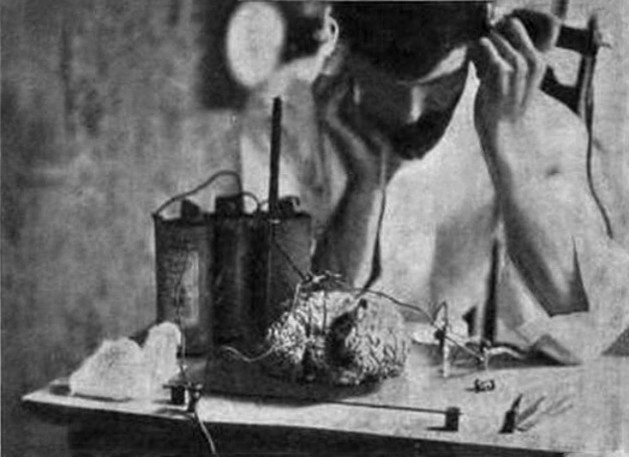
Коллінз проводить експеримент з використання людського мозку як детектора радіохвиль

Професійні інтереси Коллінза були зосереджені на радіо, захоплюючій технології, яка була на ранній стадії ще за його життя. Генріх Герц виявив радіохвилі в 1887 році, а Гугліелмо Марконі розробив перші практичні радіотелеграфні передавачі та приймачі в 1895 році. Коллінз став експертом у галузі радіотехнологій, написав багато книг на цю тему та провів дослідження для вдосконалення радіокомпонентів.
Незвичайним прикладом були його експерименти з використанням мозкової тканини для виявлення радіохвиль. Перші радіоприймачі до 1904 року використовували примітивний пристрій, званий когерером, для виявлення радіохвиль. Погана продуктивність когерера призвела до проведення багатьох досліджень для знаходження кращого детектора радіохвиль. Коллінза заінтригували повідомлення людей, які «прогнозують погоду» через болі й недуги у їхньому тілі. Так, наприклад, удари блискавки, які були сильними джерелами радіохвиль, викликали судоми у людей поблизу, які насправді не були вражені. Оскільки було відомо, що мозок працює електрично, Коллінз вважав, що він може бути чутливим до радіохвиль. Він подавав постійний струм від акумулятора до двох електродів у розсічених мозках тварин, викликаючи невеликий струм через тканину, як у когерері. Потім він опромінював мозок імпульсами радіохвиль від герц- іскрового радіопередавача і слухав навушниками ланцюг. Якби радіохвилі викликали зміни провідності нервової тканини, це спричинило б минущі зміни струму, які було би чути як «клацання» у навушниках. Його дослідження завершилися експериментами над людським мозком від свіжого трупа. Коллінз стверджував, що на мозок має «когеринговий» ефект, його провідність змінюється при опроміненні. Однак інші дослідники не змогли відтворити це явище.

## Бездротова телефонія

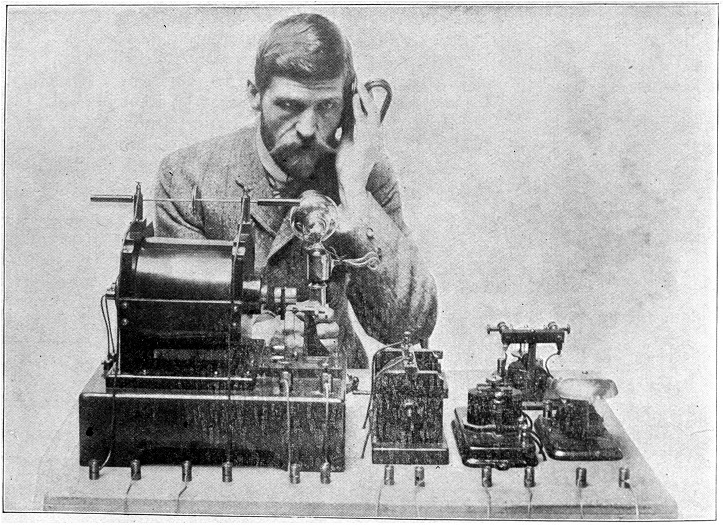
Коллінз демонструє індукційний бездротовий телефон (близько 1903 р.)

«Іскрові» радіопередавачі в часи Коллінза не могли передавати звук (аудіо), як це роблять сучасні передавачі AM та FM. Справа в тому, що розряд іскри не може виробляти безперервні хвилі, а лише амортизовані хвилі . Замість передачі інформацію телеграфією, оператор вимикав і перемикав перемикач телеграфною клавішею, щоб виробляти імпульси різної довжини демпфірованих радіохвиль для написання текстових повідомлень у коді Морзе . В останні роки століття багато дослідників бездротового зв'язку, такі як Регінальд Фессенден, Ернст Румер, Вільям Дюбільєр, Квіріно Майорана та Вальдемар Поулсен працювали над розробкою безперервних хвильових передавачів, які могли б модулюватися для передачі звуку, радіотелефонії .
Коллінз почав самостійно досліджувати цю тему в 1898 році. У листопаді 1899 р. Американська компанія бездротового зв'язку та телеграфів зі штаб-квартирою у Філадельфії, штат Пенсильванія, була заснована біржовим промоутером акцій доктором Густавом П. Герінгом, як перша американська фірма радіозв'язку. Спочатку Коллінз виступав головним технічним радником цієї компанії, однак незабаром покинув фірму, навіть вимагаючи змінити його фотографію в проспекті компанії, щоб зробити його не впізнаваним.
Коллінз повернувся до своїх власних досліджень бездротових телефонних систем, що використовували провідність, індукцію та врешті радіохвилі. Він створив невелику лабораторію будинку № 132 на Південній Шостій вулиці у Філадельфії, створивши компанію з розробок, яка спочатку отримувала приватне фінансування та не продавала акції для населення. Зробивши початкові випробування в мисці з водою, він повідомив, що потім зробив стійкий, хоча дещо обмежений, прогрес із підходами провідності та індукції, досягнувши відстані передачі 60 метрів (200 футів) у 1899 році, 1,5 кілометра (1 миля) через річку Делавер у 1900 році та 5 кілометрів (3 милі) у 1902 році. Того ж року він побудував дві експериментальні станції на озері Рокленд-Лейк, штат Нью-Йорк, розділених відстанню в 1,5 кілометра (1 миля), які успішно встановили двосторонній зв'язок. У 1903 році він зробив випробування на коротких дистанціях на річці Гудзон у Нью-Йорку, на борту паромів Джон Дж. Маккаллоу та Ріджвуд а в липні того ж року передбачив, що "за порівняно короткий проміжок часу, я впевнений, дзвонитиму через океан ".
Провідниковий та індукційний бездротовий телефонний апарат Коллінза був подібний до того, який використовували Олександр Грехем Белл, Амос Долбер та Натан Стаблфілд . Робота Белла ніколи не виходила за межі демонстраційної стадії, і патент Долбеара, контрольований Американською компанією бездротового зв'язку та телеграфів, був визнаний судами США в основному непрактичним. У 1902 році Стабблфілд продав права на свою систему новоствореній Бездротовій телефонній компанії Америки, а до серпня в рекламі цієї компанії було зазначено, що «Натан Стаблфілд і проф. А. Фредерік Коллінз зараз працюють разом в інтересах цієї компанії», і що були плани «ліцензувати дочірні компанії в кожному штаті Союзу». Однак Стаблфілд фактично вийшов з фірми в червні, через свою стурбованість тим, що це насамперед шахрайська схема просування акцій.
У травні 1903 р. Коллінз утворив Морську бездротову телефонну компанію Коллінза, яка пізніше була перейменована на Бездротову телефонну компанію Коллінза і виконував функції технічного директора до 1910 року. Незважаючи на початковий оптимізм Коллінза, він не мав більшого успіху, ніж інші, у розробці комерційної системи, що використовує провідну або індукційну передачу, через властиві цим технологіям обмеження. Далі він почав розробляти радіотелефон, який використовував безперервні радіохвилі. У 1904 році данський винахідник Вальдемар Пулсен представив дуговий передавач, який, на відміну від переривчастих імпульсів, що виробляються іскровими передавачами, створював стійкі сигнали, які можна використовувати для модульованої амплітудою передачі звуку (AM). Поульсен продав права США на свої патенти Федеральній телеграфній компанії, але Коллінз стверджував, що в 1902 році він незалежно розпочав дослідження цієї самої ідеї.
13 березня 1906 Коллінсу було видано патент США 814 942 на поліпшення дугового передавача, в якому відокремлений мікрофонний ланцюг від дугового ланцюга, щоб уникнути проблеми вигорання мікрофона від дугового струму. Хоча це було лише поглибленим вдосконаленням існуючих технологій дугопередавача, рекламні акції компанії стверджували, що цей патент є «широким, охоплюючим основні принципи передачі та прийому чіткої мови без з'єднання проводів», який нібито «вважався найвищим органом патентного права — одним із найсильніших, що видавався з моменту наданого Беллу в 1876 році» (Ранні покупці телефонних акцій Белла вже пожинали статки, тому це була загальна тактика просування акцій першими радіокомпаніями для справляння враження на покупців, бажаючих швидко розбагатіти.
Електромагнітне випромінювання (радіохвилі), що виробляється дуговими передавачами, створювалося електричною дугою, що горить між двома електродами. У випадку Коллінза електроди оберталися в протилежних напрямках, щоб забезпечити рівномірний знос їх поверхонь, таким чином отримали назву «обертової коливальної дуги». Коллінз також розробив кілька одиничних мікрофонів з водяним охолодженням, які могли переносити більш сильні струми від 8 до 10 ампер. Для приймача він використовував термоелектричний детектор власної конструкції.
Коллінз почав демонструвати радіотелефонні передачі зі своєї лабораторії за адресою 51 Клінтон-Стріт у Ньюарку, штат Нью-Джерсі, які відправлялися у дедалі віддаленіші місця. 9 липня 1908 р. Було проведено випробування в будівлі Сінгера в Нью-Йорку, за 19 кілометрів (12 миль). За повідомленнями, передачі протягом наступних двох днів були отримані у Конджерсі, Нью-Йорк, на відстані 56 кілометрів (35 миль) та Філадельфії, на відстані 130 кілометрів (81 миля). Відвідавши демонстрацію в жовтні 1908 року на Нью-Йоркському електрошоу, Гугліелмо Марконі сказав: «Бездротова телефонія — це здійснений факт, а містеру Коллінзу належить заслуга її винаходу… Чіткість переданого голосу дивовижна». У 1909 році Коллінз стверджував, що його компанія встановила чотири радіотелефонних зв'язки, що функціонували одночасно між Портлендом, Мен та сусіднім островом, хоча мало підтверджень того, що це було правдою. Того ж року він виставив свій бездротовий телефон на виставці Аляска — Юкон — Тихий океан і був нагороджений золотою медаллю.

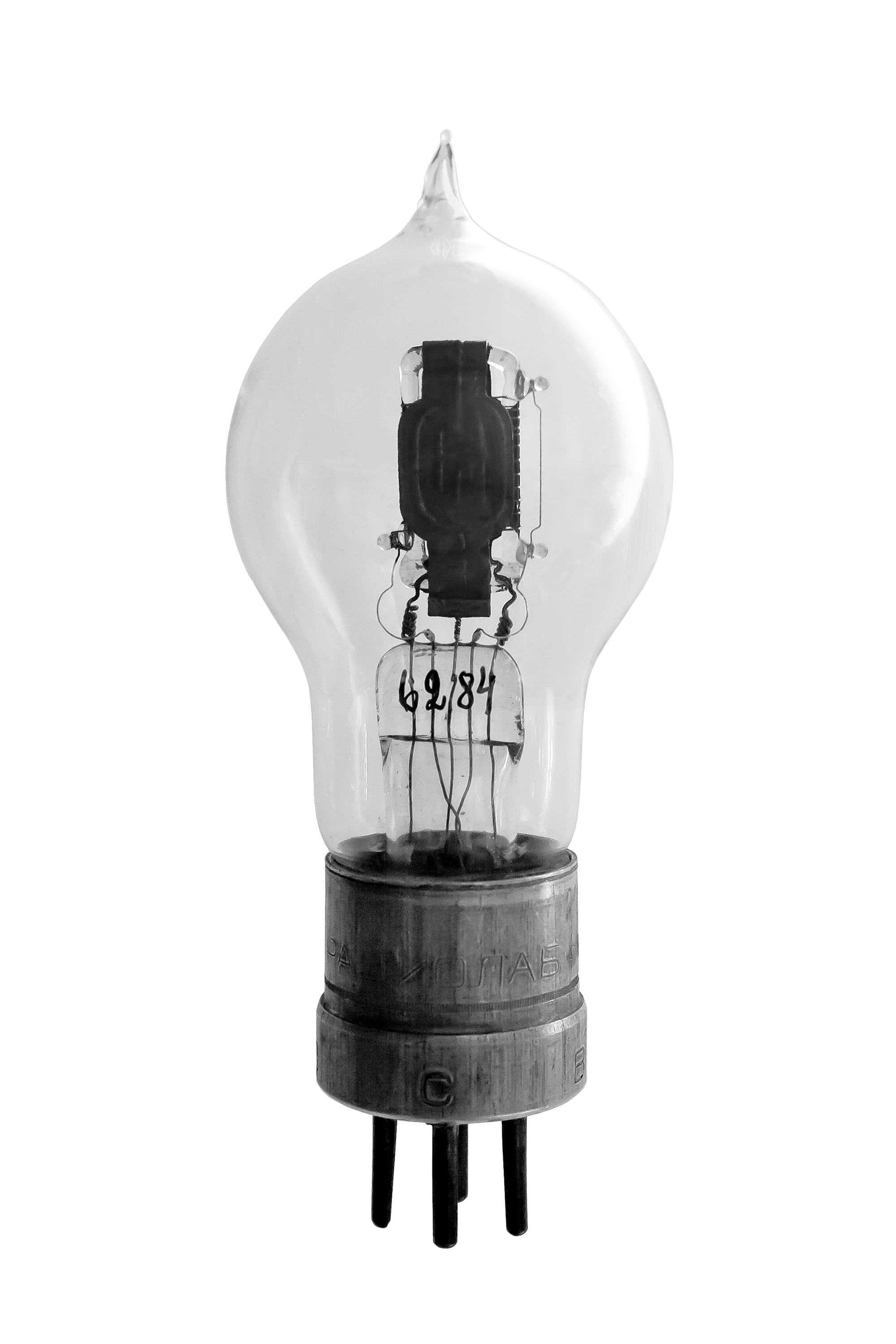
Перші комерційно успішні радіопередавачі були реалізовані на вакуумних лампах

Незважаючи на повідомлення про успіхи Коллінза, він насправді не встиг створити комерційно життєздатний радіотелефон. Це було справедливо і для інших експериментаторів, які проводили в цей час радіотелефонні дослідження дугового-передавача, включаючи Лі де Фореста та Чарльза Геррольда. Незважаючи на всі свої зусилля, дугопередавачі виявилися занадто нечистими, щоб їх можна було використовувати для передачі звуку, і успішний радіотелефон не був реалізований, доки в середині 1910-х не були розроблені передавачі на вакуумних лампах.
У грудні 1909 року Бездротову телефонну компанію Коллінза (Collins Wireless Telephone Company) було об'єднано з трьома іншими — Pacific Wireless Telegraph Company, Clark Wireless Telegraph Company та Massie Wireless Telegraph Company — для створення компанії Continental Wireless Telephone and Telegraph Company, в якій Коллінз став технічним директором. Реклама стверджувала, що Continental знаходилася в процесі створення загальнонаціональної служби. Однак, з огляду на все більш затінену репутацію своїх керівників, і Вальтер Массі, і Томас Кларк незабаром відійшли від участі.

### Переслідування за поштову фальсифікацію

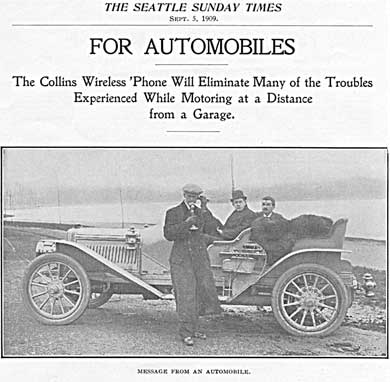
Реклама Коллінза бездротового телефона

Коллінз брав участь у демонстраціях, що сприяли продажу акцій, які часом включали екстравагантні та оманливі заяви. Загальною тактикою компанії було встановлення демонстрації в готелі в цільовому місті, і після успішної розмови між двома кімнатами за допомогою індукційної системи малої дальності, стверджувалося, що радіотелефонний обмін на всій громаді також удосконалений, і буде впроваджений після очікуваного фінансування місцевими продажами акцій. Ці тести отримали широке оприлюднення, з розміщенням рекламних фотографій видатних осіб, зокрема Вільяма Дженнінгса Брайана та президента США Вільяма Говарда Тафта, які використовували пристрої компанії. Також компанія заявила, що незабаром «кожному авто буде забезпечений портативний бездротовий телефон». Однак такі радіотелефонні системи ніколи фактично не були побудовані.
Стурбований ексцесами в галузі радіозв'язку, федеральний уряд США порушив низку кримінальних переслідувань, а в червні 1910 року інспектори з поштового департаменту США розпочали арешти, починаючи з посадових осіб горезвісної Об'єднаної бездротової телеграфної компанії. У грудні 1911 року Коллінза та трьох його однодумців було заарештовано та звинувачено у поштовому шахрайстві у зв'язку з просуванням як «Collins Wireless», так і її наступниці «Continental Wireless». Обвинувачення включали завищення обсягу патентів компанії, а також обманні твердження, що їхнє радіотелефонне обладнання було вдосконалено і готове до широкого комерційного розгортання. Під час судового розгляду, який закінчився на початку 1913 року, Коллінз був одним із трьох обвинувачених, яких визнали винними, і був засуджений до трьох років позбавлення волі, хоча його випустили після відбування одного року.

## Публікації
Коллінз розпочав свою письменницьку кар'єру в 1901 році, а його статті про бездротову телефонію з'явилися в «Electrical World», « Scientific American», «Енциклопедії Американа» та інших енциклопедіях. Він також написав численні технічні статті та книги з питань бездротової телеграфії та телефонії в перші два десятиліття XX століття. У його Посібнику з бездротової телеграфії та телефонії 1913 р. було викладено детальне та ілюстроване пояснення його передавача та приймача бездротового телефонного зв'язку з електричною дугою, а також загальне висвітлення тогочасних найновіших досягнень.
Після звільнення з в'язниці в 1914 році Коллінз більше не працював електроінженером. В 1917 році його дружина Евелін, під враженням його трактування, подала на розлучення. Однак Коллінз проголосив, що хоч і зазнав «важких падінь» але що хоч він «трохи постраждав від бою, але має шкіру таку ж товсту, як у носорога». Він продовжував писати вражаючу кількість книг, що висвітлювали найрізноманітніші теми. Багато книг були призначені для молодших читачів. Зокрема, він був захопленим прихильником радіоаматорського радіо, написавши у "Книзі бездротового зв'язку " 1915 року, що «Все, що вам потрібно, щоб стати членом великої та зростаючої армії бездротових хлопців, — це бажання мамати станцію, а все решта є легким», пропонуючи особисто відповісти на будь-які листи із проханням допомогти у вирішенні технічних проблем. У 1922 р . вийшла його «Настільна книга радіоаматора», яка була перевидана щонайменше у 15 перероблених виданнях протягом наступних 61 років.
На художній арені його пригодницький серіал у трьох частинах «Джек Хітон» описав подвиги свого головного персонажа як бездротового оператора (Wireless Operator, 1919), розвідника нафти (Oil Prospector, 1920) та золотошукача (Gold Seeker, 1921). Однак більшість його творів були нехудожньою літературою. До 1919 р. його книги включали «Винахідництво для хлопців», «Рукоділля для хлопців» та «Книга підводних човнів для хлопців». У виданні "Книга бездротового телеграфу і телефону « 1922 року перераховано 22 додаткові назви, починаючи від „Книги ігор на відкритому повітрі для хлопців і дівчат“ до численних науково-технічних предметів, серед яких „Хімік-аматор“ та „ Газові, бензинові та нафтові двигуни“ . Багато його книг, каких як, Хлопець-науковець (The Boy Scientist, 1925), мали вичерпні ілюстрації та акцент на „практичне“ експериментування на рівні, призначеному для учнів старших класів. Після обговорення „Теорії Ейнштейна“ Коллінз розповідає своїм читачам, як побудувати спектроскоп, радіоприймач та рентгенівський апарат для домашніх експериментів. У 1941 році в огляді книг було зазначено, що А. Фредеріку Коллінзу належить має близько 37 практичних книг, в діапазоні від хімії, електрики та зірок до побутової механіки, вашого автомобіля та садівництва». Загалом він написав близько 100 книг на наукову і технічну тематику, про хобі та спорт, а також понад 500 статей у технічних та наукових збірниках та журналах.

## Спадщина

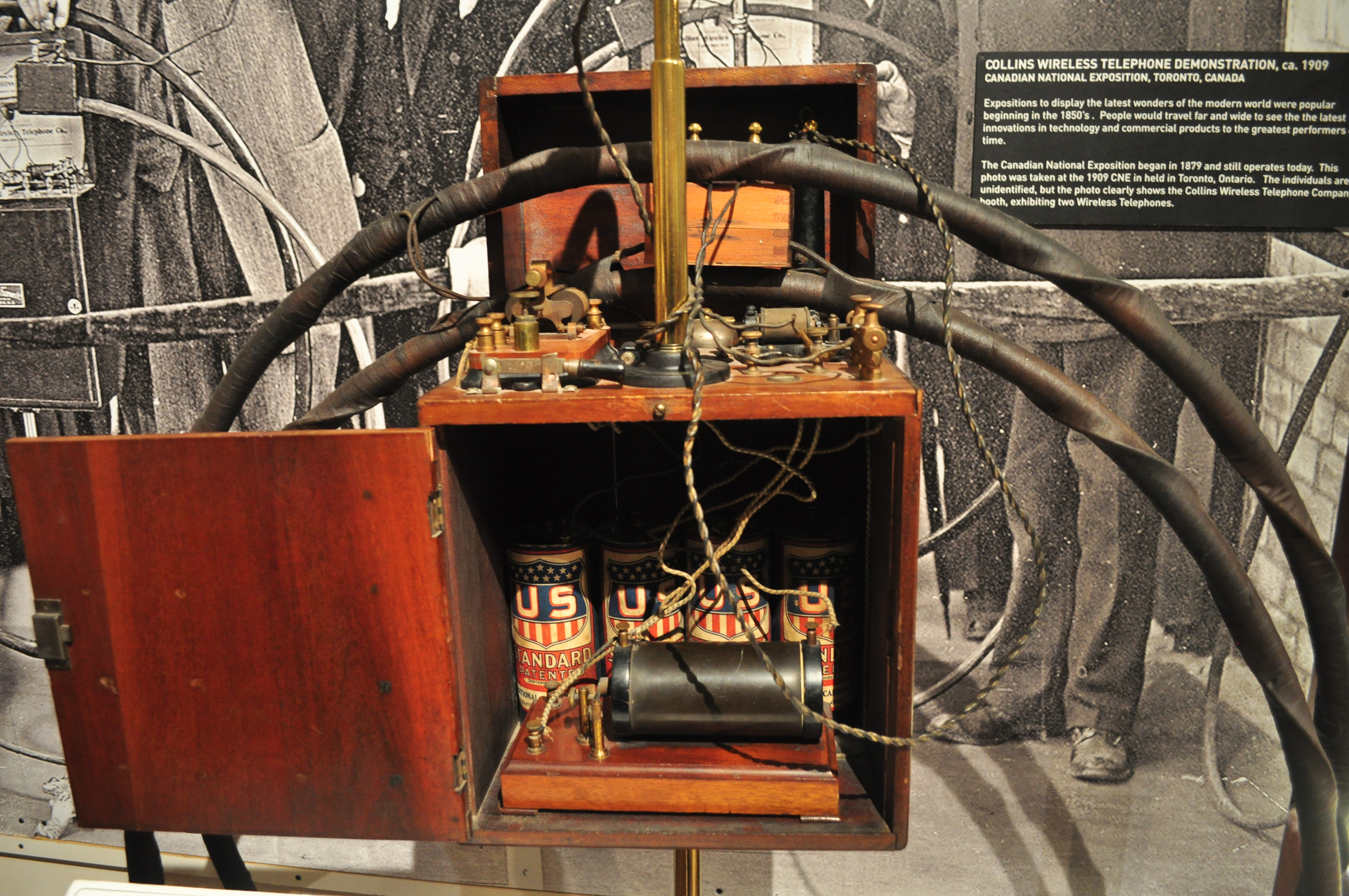
Єдиний, що зберігся, бездротовий телефон Коллінза, c. 1908, Музей електричних винаходів SPARK, Беллінгем, штат Вашингтон, США

Арчі Фредерік Коллінз помер у Найаку, Нью-Йорк.
Праці Коллінза відіграли важливу роль у поширенні інформації про ранні досягнення в радіо (тоді відомі як «бездротова телеграфія та телефонія»), і в передмову до видання «Настільної книги радіоаматора» 1922 р. він, серед своїх звершень назвав себе «істориком бездротового зв'язку 1901—1910 рр.» (він також претендував на звання «Винахідник бездротового телефону 1899»). Дональд Макнікол, який пізніше стане президентом Інституту радіоінженерів, заявив, що стаття Коллінза «Як побудувати дієвий бездротовий телеграфний апарат невеликим коштом», що з'явилася у випуску 1902 р. Наукового американського додатку, «зробила більше для ознайомлення з мистецтвом аматорського радіо, ніж усе інше, що з'являлося». Пізніше Макнікол розширив свої зауваження, написавши: «Експериментатори-аматори в бездротовому режимі на той час були забезпечені описовим текстом, що дозволило їм встановити обладнання для повторення експериментів, проведених передовими працівниками. Безсумнівно, статті Коллінза про бездротовий зв'язок дали старт багатьом аматорам та інженерам на шляху до будь-якого успіху, якого вони досягли».
Алан МакДіармід, лауреат Нобелівської премії 2000 року з хімії, сказав, що книга Коллінза 1924 року «Хлопчик-хімік» настільки надихнула його як хлопчика в Новій Зеландії, що він продовжував поновлювати її з публічної бібліотеки майже цілий рік, щоб завершити всі експерименти.

## Афілійованість та членство
У 1907 році повідомлялося, що політична приналежність Коллінза є республіканською, і він також читав лекції для Нью-Йоркської ради освіти. У США він був членом Американського інституту інженерів-електриків, тоді як у Сполученому Королівстві був членом Королівського аероклубу та членом Королівського астрономічного товариства.